# 赤坂城の戦い
赤坂城の戦い（あかさかじょうのたたかい）は、鎌倉時代末期元弘元年（1331年）9月11日に起こった戦い。河内国・赤坂城（下赤坂城）に於いて、楠木正成が笠置山を落ち延びた護良親王を擁し、寡兵をもって鎌倉幕府の正規軍全4軍とわたり合った籠城戦である。赤坂城は一ヶ月余りの後に陥落したが、護良親王と楠木正成は逃走に成功し、幕府方は目的を果たすことができなかった。鎌倉時代末期の有力武将である楠木正成が、初めて歴史の表舞台に姿を現した戦いでもある。

## 戦いに至るまで
鎌倉時代末期の1324年、後醍醐天皇は鎌倉幕府倒幕を計画したが、陰謀が発覚し失敗した（正中の変）。
7年後、1331年（元弘元年、元徳3年）に再び倒幕計画を日野俊基に進めさせたが、4月に陰謀が再度発覚した（元弘の変）。8月に後醍醐天皇は宮中から姿をくらまし、笠置山で兵を挙げ、これに楠木正成が呼応し赤坂城で挙兵した。
幕府軍は、後醍醐天皇が挙兵した笠置山を諸国御家人の軍勢を招集してこれを包囲、天皇方は抗禦したが約1ヵ月後に陥落する（笠置山の戦い）。このとき、後醍醐天皇や尊良親王、宗良親王などは捕らえられたが、護良親王は赤坂城へと逃げた。

## 史料による記述
下赤坂城に立てこもる楠木正成と護良親王に対し、幕府軍は攻撃を仕掛けた。戦闘の明確な始期は不明だが、9月14日には既に下赤坂城に対する攻城戦が始まっていたらしく、和泉国の御家人の和田助家はこの日はじめて「楠木城」への合戦に参加している（『和田文書』）。ただし、9月11日に幕府30万が攻めたとする『太平記』の記述とは違い、9月中にはまだ鎌倉幕府正規軍は到着しておらず、小規模な戦いだった。
文学作品である『太平記』では、笠置山攻城戦がすぐに終わって手柄を立てられないことに落胆した鎌倉幕府軍は、一度も入京せず、消化試合として下赤坂城に攻城を仕掛け、無名の武将・楠木正成を侮ったため、奇策に翻弄されたかのように描かれている。しかし、実態としては、鎌倉幕府は本格的な決戦の前から正成を脅威と認識しており、はじめから正成ただ一人を粉砕するために一度京に参集し、そこから正規軍全4軍という大軍を差し向けている。『光明寺残篇』10月15日条によれば、鎌倉より上洛した幕府の正規軍全4軍が、この日、京から下赤坂城に向けて一斉に出陣した。すなわち、大仏貞直は宇治から大和国（奈良県）へのルートを東進、金沢貞冬は石清水八幡宮から河内国讃良郡へ南進、江間越前入道（北条時見）は山崎から淀川を沿って四天王寺へ出る西南ルートへ進み、そして足利高氏（後の尊氏）は伊賀路を西進した。この正規軍はおそらく翌10月16日に下赤坂城に到着し、正成に対し大攻勢を仕掛けた。
正成が正規軍到着後に何日持ちこたえたか、そこに『太平記』で描かれるような奇策があったかどうかは不明だが、いずれにせよ、この周到な準備を以ってしても幕府方は正成の殺害と護良親王の捕獲に失敗した。正成一人に翻弄される鎌倉方の失態は、翌々年の正慶2年（1333年）閏2月1日には、京の落ち書きに「くすの木の ねはかまくらに 成ものを 枝をきりにと 何の出るらん」と嘲笑されることになる（『道平日記』）。

## 『太平記』の記述
笠置山を陥落せしめた幕府軍はその他関東からの軍を加え、大軍を以って赤坂城へと攻め寄せた。その軍勢は30万余騎にのぼったという。
9月11日、幕府軍が赤坂城を包囲した。幕府の兵は城の貧弱さを見て一日持ちこたえられないだろうと感じ、馬を降りて一斉に城へ襲い掛かった。だが、楠木正成は城に200余人で籠城し、弟の楠木正季と和田正遠に300余人を預けて近くの山に布陣させていた。正成は幕府軍が四方の切り立った城壁に来たところで兵らに狙い違わずに矢を射続させたため、死傷者は1,000余人に及んだ。
その後、幕府軍は1、2日で城が落とせないだろうと判断し、各々の武将は陣を構え、鎧兜を脱ぎ、馬から鞍を下ろして休憩に入った。だが、隠れていた楠木正季と和田正遠がこの時にすかさず押し寄せ、二手に分かれた軍勢は鬨の声を上げ、魚鱗の陣で幕府軍に突撃した。城にいた正成の軍もすかさずに城の3つの木戸を同時に開き、幕府軍に突撃し、速射して攻撃した。幕府軍は混乱に陥り、なかには馬や鎧兜を置き去りにするものがいながらも、石川の河原にまで退却した。
その後、幕府軍は攻撃を再開し、城壁の下まで行き、埋めてある逆茂木を抜いて城に討ち入ろうとした。だが、城からは物音一つしなかったため、幕府軍はまた乱戦に持ち込む気だろうと考え、10万余騎を山に向かわせ、残り20万余騎で城を囲んだ。だが、城からは物音ひとつせず、一矢もいられてこないため、四方の塀に手をかけて皆で乗り越えようとした。
だが、この塀は2重になっており、縄で支えられている外側の塀は切り落とせるようになっていた。城の中で待機していた兵は幕府軍が塀に手をかけると一斉に切り落とし、寄せ手の1,000余人は皆地面に落とされ、上から大木や大石を投げかけられた。この日の戦闘でも幕府軍は敗北し、700余人が戦死した。
幕府軍は戦術を変えて再び城を攻めた。釣塀を警戒した幕府軍の兵らは盾を頑丈にし、その上で堀の中から熊手で塀を引き倒す作戦に出た。やがて、塀が引き倒されるかと思われたとき、楠木軍は一、二丈の長さの柄杓で熱湯をかけ、幕府軍を追い払った。この攻撃によって火傷を負った者が2、300余人出た。
以降、幕府軍は一切の戦闘をせず、各陣は櫓を築き、逆茂木を造って包囲するだけの作戦に出た。一方、赤坂城は急造の城であったことで大量の兵糧が用意できておらず、戦いが始まって20日ほどで兵糧が尽きた。そのため、長期戦は不可能と考えた正成は諸将と相談し、赤坂城を放棄することにした。
同年10月21日夜、正成は大穴にこれまでの戦いで戦死した死体を入れて、赤坂城に火を放ち、幕府軍に城を奪わせた。幕府軍は赤坂城の大穴に見分けのつかない焼死体を20-30体発見し、これを楠木正成とその一族と思い込んで、同年11月に関東へ帰陣した。この時、楠木正成は自害し、遺体は味方の手で隠されたということにされたが、正成は密かに落ち延びていた。
以後、正成は正慶元年（1332年）4月に赤坂城の湯浅宗藤（幕府が正成に代えて赤坂城に配置した人物）を襲撃するときまで消息不明となった。一方、護良親王は赤坂城を逃げたのち、十津川や熊野へと逃れ、正慶元年11月に吉野で幕府に対して挙兵した。

## 戦闘の規模
幕府側の兵士数は太平記などの文学作品では約20～30万とも100万とも誇張されて記されているが、いずれも信憑性は乏しい。しかし、実数は不明ではあるものの、前述したように、幕府が4つの正規軍を投入したこと自体は当時の記述から確かめられる。